# Shenzhou
Shenzhou (chinês simplificado: 神舟, pinyin: Shénzhōu, /ˈʃɛnˈdʒoʊ/;) é uma nave espacial desenvolvida e operada pela China dentro do CMSA.

## História

Nave espacial Shenzhou 13 acoplada à Estação Espacial Tiangong em 2021.

O primeiro plano da China no desenvolvimento de voos tripulados foi iniciado em 1968 com um lançamento então previsto para 1973. Apesar da China ter lançado um satélite em 1970, seu programa tripulado foi cancelado em 1980 devido a falta de financiamento.
O programa foi reestabelecido em 1992 dentro do Projeto 921. A nave da Fase 1 seguiu a aparência geral da Soyuz, com três módulos capazes de serem separados para reentrada. China assinou um acordo com a Rússia em 1995 para a transferência da tecnologia da Soyuz, incluindo o sistema de suporte à vida e o sistema de acoplagem. A nave da Fase 1 foi então modificada com novas tecnologias de origem russa.

## Design

### Módulo Orbital
O módulo orbital (轨道舱) contém espaço para experimentos, equipamentos operados ou que passam por manutenção pela tripulação em habitação em órbita. Sem sistemas de acoplagem, Shenzhou 1-6 transportaram diferentes tipos de carga em seus módulos orbitais para experimentos científicos. O  mecanismo de acoplagem da China (começando com a Shenzhou 8) é baseado no Androgynous Peripheral Attach System.

### Módulo de reentrada
O módulo de reentrada (返回舱) é o meio da nave e contêm os assentos da tripulação. É a única parte da Shenzhou que retorna para a Terra. Seu formato fica entre aumentar o espaço da tripulação e o controle aerodinâmico na reentrada.

### Módulo de Serviço
O módulo de serviço contém o sistema de suporte à vida e outros equipamentos necessários para o funcionamento da nave. 

### Comparação com a Soyuz
Apesar da Shenzhou seguir a mesma aparência da Soyuz, é cerca de 10% maior. Tem espaço para um bote inflável para o caso de uma amerissagem, enquanto os tripulantes da Soyuz são obrigados a pularem e nadarem. O comandante senta no centro de ambas as naves, mas o co-piloto fica na esquerda dentro da Shenzhou e na direita dentro da Soyuz.

## Cultura popular
- A Shenzhou foi apresentada de forma predominante no filme Gravidade, onde foi utilizada pela protagonista Dra. Ryan Stone, Especialista de Missão da STS-137, para retornar à Terra em segurança após a destruição de sua nave.[6][7]

- Em Star Trek: Discovery, a nave estelar clasee Walker USS Shenzhou é batizada em homenagem à nave chinesa.[8]